# رافاييلا باروني
رافاييلا باروني (1 نوفمبر 1935 - 8 مارس 2021) نحات وفنان فنزويلي. حصلت على العديد من الجوائز، بما في ذلك الجائزة الوطنية للفنون الشعبية في عام 1988 والجائزة الوطنية للثقافة في عام 2006، وكلاهما منحتهما وزارة الثقافة. وقد اشتهرت أيضًا بكونها مؤسِّسة متحف ديل إسبيجو في ولاية تروخيو.
توفيت باروني في بيتجوك في 8 مارس 2021، عن عمر يناهز 85 عامًا.